# As-Sajjid Hasan Ali Rifa’i
As-Sajjid Hasan Ali Rifa’i (arab. السيد حسن علي رفاعي, ur. w Aleksandrii) – egipski zapaśnik walczący w stylu wolnym. Olimpijczyk z Rzymu 1960, gdzie zajął dwunaste miejsce w wadze półśredniej do 73 kg.
Srebrny medalista igrzysk śródziemnomorskich w 1959 roku.